# N. B. Willey

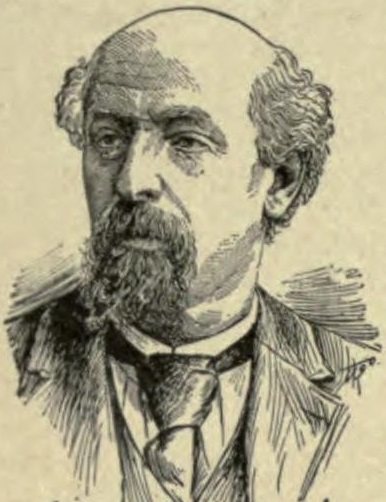
N. B. Willey

Norman Bushnell Willey (* 25. März 1838 in Guilford, Chenango County, New York; † 20. Oktober 1921 in Topeka, Kansas) war ein US-amerikanischer Politiker und von 1890 bis 1893 Gouverneur des Bundesstaates Idaho.

## Frühe Jahre und politischer Aufstieg
N. B. Willey besuchte das Delaware Literary Institute in Franklin. Über Kalifornien kam er im Jahr 1864 nach Warren in Idaho, wo er eine Laufbahn im Bergbau begann. In diesem Gewerbe stieg er bald in höhere Verwaltungsposten auf. Willey wurde Mitglied der Republikanischen Partei. Zwischen 1872 und 1873 sowie zwischen 1878 und 1888 war er Abgeordneter im Repräsentantenhaus des Idaho-Territoriums. Nachdem Idaho im Jahr 1890 als Bundesstaat den Vereinigten Staaten beigetreten war, wurde Willey zum ersten Vizegouverneur dieses Staates gewählt.

## Gouverneur von Idaho
Nach dem Rücktritt von George Laird Shoup, der in den US-Senat wechselte, musste Willey als dessen Stellvertreter das Amt des Gouverneurs von Idaho übernehmen. Nach einer Wiederwahl konnte er dieses zwischen dem 18. Dezember 1890 und dem 1. Januar 1893 ausüben. In dieser Zeit mussten viele Regierungseinrichtungen des neuen Staates erst geschaffen werden. Außerdem musste er sich mit Unruhen im Bergbau auseinandersetzen. Zur Wiederherstellung der Ruhe verhängte der Gouverneur das Kriegsrecht, dabei setzte er die Nationalgarde und Bundestruppen ein.

## Weiterer Lebenslauf
Nach dem Ende seiner Gouverneurszeit widmete sich Willey wieder seinen privaten Geschäften und hier besonders dem Bergbau. Nachdem er wirtschaftliche Schwierigkeiten und gesundheitliche Probleme bekommen hatte, beschloss der Staat Idaho, ihm eine inoffizielle Pension von 1200 Dollar zu gewähren. N. B. Willey verstarb im Jahr 1921 und wurde in Auburn beigesetzt.